# کوئیچیرو ماتسوئورا
کوئیچیرو ماتسوئورا یک دیپلمات ژاپنی است. وی مدیرکل سابق یونسکو بود. او اولین بار در سال ۱۹۹۹ برای یک دوره شش ساله انتخاب شد و پس از اصلاحاتی که در بیست و نهمین نشست کنفرانس عمومی ایجاد شد، در ۱۲ اکتبر ۲۰۰۵ برای چهار سال دوباره انتخاب شد. در نوامبر ۲۰۰۹، ایرینا بوکووا جایگزین وی شد.
وی در دانشگاه توکیو حقوق و اقتصاد در کالج هاورفورد (پنسیلوانیا، ایالات متحده آمریکا) تحصیل کرد و کار دیپلماتیک خود را از سال ۱۹۵۹ آغاز کرد. پست‌های ماتسورا شامل پست‌های مدیرکل دفتر همکاری اقتصادی وزارت امور خارجه ژاپن (۱۹۸۸) مدیرکل دفتر امور آمریکای شمالی، وزارت امور خارجه (۱۹۹۰)؛ و معاون وزیر امور خارجه بوده است. وی از سال ۱۹۹۴ تا ۱۹۹۹ سفیر ژاپن در فرانسه بود. پس از یک سال به عنوان رئیس کمیته میراث جهانی یونسکو، در ۱۲ نوامبر ۱۹۹۹ نهمین مدیرکل یونسکو شد.